# Christian Möhring

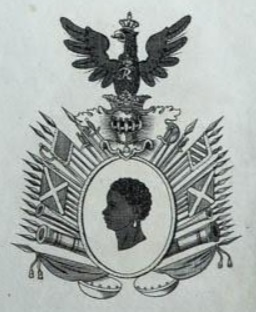
Wappen von Möhring

Christian Möhring, seit 1773 von Möhring (* 1695 in Magdeburg; † 1. Mai 1773 in Kreuzburg), war ein preußischer Generalmajor und Chef des Husarenregiments Nr. 3 sowie Erbherr von Wallwitz, Zäcklau und Fürstenau.

## Leben

### Militärlaufbahn
Möhring war von bürgerlicher Herkunft aus Magdeburg. Er kam in das Leib-Husaren-Regiment von König Friedrich Wilhelm I. Dort wurde er 1735 Korporal, 1740 Kornett, 1750 Rittmeister und im Juni 1751 Major. Im Dezember 1757 wurde er Oberstleutnant und im März 1758 Oberst.
Am 14. Oktober 1758 wurde er zum Chef des Husarenregiments „von Köhler“ ernannt und im Mai 1766 zum Generalmajor befördert.

### Adel und Wappen
Möhring wurde am 10. März 1773 in den Adelsstand erhoben und starb bereits am 1. Mai 1773 in Kreuzburg in Schlesien. Mit dem Tod seines Sohnes Hans Friedrich, der zumindest keine Söhne hatte, erlosch das junge Adelsgeschlecht auch wieder. Das Wappen derer von Möhring war wie folgt blasoniert: Im ovalen silbernen, reich mit Armaturen und Trophäen geschmückten Schild ein Mohrenkopf mit silbernen Ohrring. Auf dem gekrönten Helm (Kleinod) der gekrönte preußische Adler mit dem geschlungenen „FR“ auf der Brust (für Fredericus Rex, Friedrich I.).

### Familie
Er war mit Anna von Ruskowsky († 23. August 1782) verheiratet. Sie erhielt nach dem Tod ihres Mannes eine Pension vom König. Das Paar hatte eine gemeinsame Tochter, Sophie Luise von Möhring (* Dezember 1744; † 4. Mai 1800) und einen Sohn Hans Friedrich († 26. Mai 1804). Sophie Luise war mit Karl Adolf August von Eben und Brunnen (1734–1800) verheiratet, Hans Friedrich starb kinderlos.